# Dyspteris legitumaria
Dyspteris legitumaria är en fjärilsart som beskrevs av Achille Guenée 1856. Dyspteris legitumaria ingår i släktet Dyspteris och familjen mätare. Inga underarter finns listade i Catalogue of Life.